# Feestdagen in Zweden

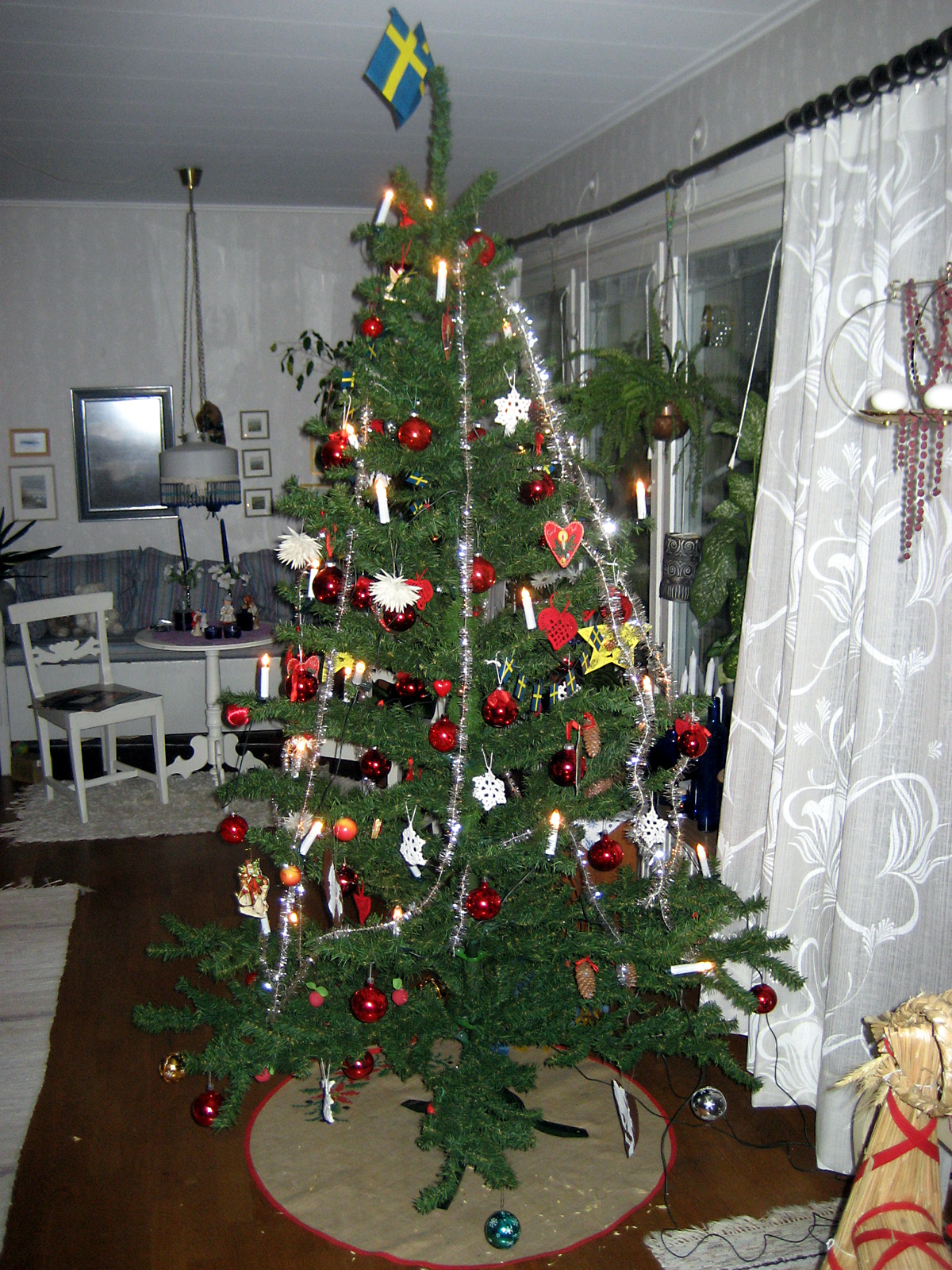
Zweedse kerstboom

Deze lijst biedt een overzicht van officiële feestdagen in Zweden. De officiële feestdagen in Zweden worden vastgesteld bij besluit van het parlement (de Riksdag). De officiële feestdagen kunnen worden onderverdeeld in christelijke en niet-christelijke feestdagen. De christelijke feestdagen zijn: jul (Kerstmis), trettondedagen (Driekoningen), påsk (Pasen), Kristi himmelsfärds dag (Hemelvaartsdag), pingstdagen (Pinksteren) en Allhelgonadagen (Allerheiligen). De niet-christelijke feestdagen zijn: nyårsdagen (nieuwjaarsdag), första maj (internationale dag van de arbeid), Sveriges nationaldag (nationale feestdag) en midsommar (midzomer); midzomer is echter officieel ook een christelijke feestdag om de verjaardag van Johannes de Doper te vieren.

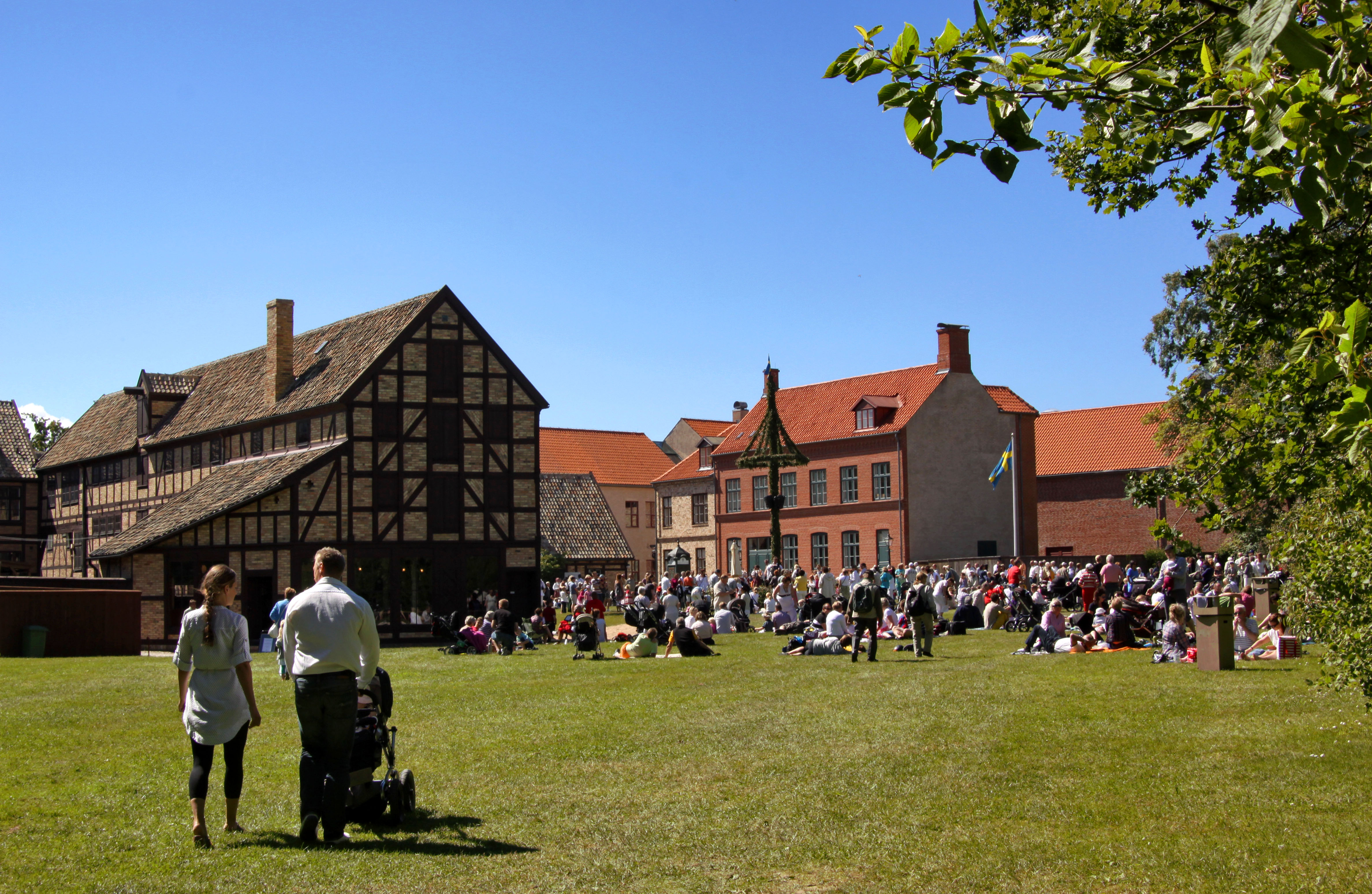
Midzomer in Skåne.

| Zweedse naam           | Nederlandse naam         | Datum              | Uitleg                                              |
| ---------------------- | ------------------------ | ------------------ | --------------------------------------------------- |
| Nyårsdagen             | Nieuwjaar                | 1 januari          | Start nieuwe jaar.                                  |
| Trettondagen           | Driekoningen             | 6 januari          | Drie koningen zijn vertrokken om Jezus te bezoeken. |
| Långfredagen           | Goede Vrijdag            | maart/april        | Kruisiging van Jezus.                               |
| Påskdagen              | Pasen                    | maart/april        | Jezus is opgestaan.                                 |
| Första maj             | Dag van de Arbeid        | 1 mei              | Dag van de arbeidersbeweging.                       |
| Kristi Himmelsfärdsdag | Hemelvaartsdag           | mei/juni           | Jezus is naar de hemel gevaren.                     |
| Pinkstdagen            | Pinksteren               | mei/juni           | De uitstorting van de Heilige Geest.                |
| Nationaldagen          | Nationale dag van Zweden | 6 juni             | -                                                   |
| Midsommardagen         | Midzomerdag              | 21 juni            | zomerzonnewende.                                    |
| Allhelgonadagen        | Allerheiligen            | 1 november         | Nagedachtenis aan alle heiligen en martelaren.      |
| Jul                    | Kerstmis                 | Vooral 24 december | De geboorte van Jezus.                              |